# Sidney Frank Waterson

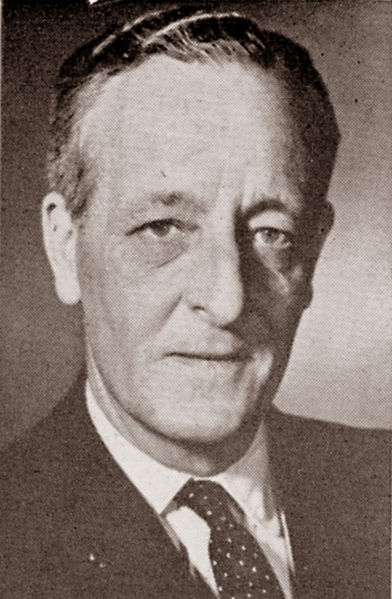
Sidney Frank Waterson

Sidney Frank Waterson (* 4. Juni 1896 in Sydenham, Kent, England; † 8. August 1976 in Kapstadt) war ein südafrikanischer Diplomat und Politiker.

## Leben
Sidney Frank Waterson war der Sohn von Louisa Charlotte Hughes und John Waterson. Er heiratete am 16. April 1924 Hilda Maud Betty Markus.
Waterson saß für Constantia im Parlament.
Von 1938 bis 1939 war er Botschafter in Paris, von 1939 bis 1943 Hochkommissar in London. Ab dem 5. Dezember 1945 bis zum 15. Januar 1948 war er Bergbauminister in Pretoria.